# Sino Danish Center
Sino-Danish Center for Education and Research (SDC) er et universitetssamarbejde mellem et konglomerat af alle de otte danske universiteter (Københavns Universitet, Copenhagen Business School, Aarhus Universitet, Aalborg Universitet, Syddansk Universitet, Danmarks Tekniske Universitet, Roskilde Universitet og IT-Universitetet i København), Uddannelses- og Forskningsministeriet, det nationale kinesiske videnskabsakademi (Chinese Academy of Sciences (CAS)) og University of Chinese Academy of Sciences (UCAS).
Sino-Danish Center for Education and Research er et led i den kinastrategi, som Anders Fogh regeringen satte i værk i 2008. Hovedformålet var at fremme danske interesser i Kina og opbygge et stærkt samarbejde med Kina inden for uddannelse, forskning og erhvervsliv. I 2010 blev en samarbejdsaftale underskrevet, og i 2012 åbnede SDC dørene for den første årgang af danske og kinesiske studerende. Hans Kongelige Højhed Kronprins Frederik indviede d. 25. september 2017 Industriens Fonds Hus på UCAS' Yanqihu Campus nord for Beijing, som fremover vil være hjemstedet for SDCs uddannelses- og forskningsmæssige aktiviteter.

## Beliggenhed
SDC's studerende hører til nord for Beijing ved Yanqi søen og den kinesiske mur i byen Huairou. I Danmark har SDC ligeledes et sekretariat, der varetager de danske universiteters interesser. Sekretariatet ligger på Aarhus Universitet, Dalgas Avenue 4, 8000 Aarhus C. 
SDC har hjemme i Dansk Industris Fonds Hus på UCAS' Yanqihu Campus. 

## Uddannelse
SDC udbyder i 2018 følgende syv dobbelte kandidatprogrammer:
Naturvidenskabelige uddannelser:
- Msc i Nanoscience and Technology (Udløser en dobbeltgrad fra UCAS og Københavns Universitet)
- Msc i Neuroscience and Neuroimaging (Udløser en dobbeltgrad fra UCAS og Aarhus Universitet)
- Msc i Lifescience Engineering and Informatics (Udløser en dobbeltgrad fra UCAS og Danmarks Tekniske Universitet)
- Msc i Chemical and Biochemical Engineering (Udløser en dobbeltgrad fra UCAS og Danmarks Tekniske Universitet)
- Msc i Water and Environment (Udløser en dobbeltgrad fra UCAS og Københavns Universitet)
- Msc i International Food Quality and Health (Udløser en dobbeltgrad fra UCAS og Aarhus Universitet)

Samfundsvidenskabelige uddannelser:
- Innovation Management (Udløser en dobbeltgrad fra UCAS og Aalborg Universitet)
- Public Management and Social Development (Udløser en dobbeltgrad fra Copenhagen Business School)